# Mitsui
El Grupo Mitsui (三井グループ Mitsui Gurūpu?) es uno de los mayores Keiretsu en Japón y constituye una de las mayores corporaciones en el mundo. Las principales compañías del grupo incluyen a Mitsui & Co., Toshiba, Sumitomo Mitsui Banking Corporation, Sapporo Breweries, Toray Industries, Mitsui Chemicals, Isetan Mitsukoshi Holdings, Sumitomo Mitsui Trust Holdings, Mitsui O.S.K. Lines y Mitsui Fudosan.

## Historia
Sus orígenes se encuentran en el negocio fundado por Mitsui Takatoshi (1622–1694), que era el cuarto hijo de un tendero en Matsusaka, en lo que hoy es la actual prefectura de Mie. A partir de su tienda, llamada Echigoya (越後屋?), el padre de Mitsui Takatoshi originalmente vendía miso y mantenía el negocio de casa de empeños. Más tarde, la familia se abriría una segunda tienda en Edo. Takatoshi se trasladaría más adelante a Edo, donde abrió una segunda tienda en 1673, un gran "gofukuya" (tienda de kimonos) en Nihonbashi, uno de los principales distritos de Edo.